# Visit to the Manchester Ship Canal
Visit to the Manchester Ship Canal è un cortometraggio muto del 1903. Il nome del regista non viene riportato nei credit del film né vi appare quello di un operatore.
Aperto al traffico nel 1894 e inaugurato il 21 maggio di quell'anno dalla regina Vittoria, il Manchester Ship Canal è una via d'acqua lunga 58 km nel nord-ovest dell'Inghilterra. Inizia dall'estuario del fiume Mersey vicino a Liverpool e ne segue il percorso insieme a quello dell'Irwell, attraversando le contee del Cheshire e del Lancashire. Grazie a un sistema di chiuse, permette di arrivare fino a Manchester.

## Produzione
Il film fu prodotto dalla Hepworth. Venne girato a Manchester.

## Distribuzione
Distribuito dalla Hepworth, il documentario - un cortometraggio della lunghezza di 38 metri - presumibilmente uscì nelle sale cinematografiche britanniche nel 1903.
Non si hanno altre notizie del film che si ritiene perduto, forse distrutto nel 1924 quando il produttore Cecil M. Hepworth, ormai fallito, cercò di recuperare l'argento del nitrato fondendo le pellicole.